# Băng Tâm
Trần Thị Băng Trinh (sinh ngày 3 tháng 2 năm 1981) thường được biết đến với nghệ danh Băng Tâm, là một ca sĩ hải ngoại thành công với dòng nhạc vàng trước 1975, hiện cộng tác với Trung tâm Thúy Nga từ năm 2018. Cô đã từng cộng tác với Trung tâm Asia từ năm 2005 đến 2016.

## Tiểu sử
Băng Tâm sinh ngày 3 tháng 2 năm 1981 tại Thành phố Hồ Chí Minh.
Từ nhỏ, cô con gái út Băng Tâm đã được học múa hát, đi diễn ở một số nơi như Nha Trang, và từng trình diễn trên cả truyền hình.
Băng Tâm cho biết vào thập niên 1980, gia đình cô tìm đường ra nước ngoài nhiều lần nhưng không thành công. Phần vì nghèo túng, phần vì quá chán nản do thường xuyên phải thay đổi chỗ ở sau mỗi lần vượt biên bất thành nên cha mẹ Băng Tâm cũng chẳng tha thiết đến sinh hoạt của các con sau giờ học. Do đó ông bà để các con muốn sinh hoạt ra sao tùy ý. Lúc đó Băng Tâm lên 8 tuổi và tỏ ra rất thích múa nên đã xin bố mẹ được theo học bộ môn này…
Tại Nhà Thiếu nhi Quận 1 ở Thành phố Hồ Chí Minh, trong thời gian mới bắt đầu học múa, Băng Tâm trong một dịp tình cờ, đã được thu nhận vào Đội Tuyển Múa Thành Phố để trở thành một trong 10 thành viên về ngành múa nghệ thuật. Thời gian sau đó, cô đã có dịp cùng các bạn nhi đồng trong đội múa của cô đi diễn ở nhiều nơi cũng như được xuất hiện trong những chương trình "Giờ Thiếu Nhi" trên đài truyền hình trước khi rời Việt Nam khi cô sắp sửa theo học lớp 8 khi được 13 tuổi.
Băng Tâm cùng bố mẹ và anh chị được chấp thuận định cư tại Mỹ theo diện HO vào năm 1994. Đến khoảng năm 1998, thì lòng đam mê ca nhạc của Băng Tâm cũng đã trưởng thành một cách mãnh liệt để luôn mơ tưởng trở thành một ca sĩ chuyên nghiệp. Thời gian đó, cô đã bước vào đại học, nhưng cô quyết định trốn học để ghi tên theo học lớp nhạc của nhạc sĩ Duy Khánh.
Sau 2 năm hướng dẫn cho Băng Tâm, vì lý do sức khỏe Duy Khánh đã nhờ nhạc sĩ Nhật Ngân thay ông chỉ dẫn cho cô một thời gian trước khi cô được thu nhận vào trung tâm Dạ Lan.
Băng Tâm cho biết thêm vì coi Hương Lan như thần tượng của mình, nên cô cũng nhận thấy có chịu đôi chút ảnh hưởng của giọng ca này. Nhưng sau đôi lần xuất hiện đầu tiên trên video, nhiều người đã đưa ra nhận xét là cô có những nét phảng phất Như Quỳnh. Từ ghi nhận đó, Băng Tâm đã cố gắng tìm cho mình một phong cách riêng để không bị coi là chịu ảnh hưởng của một ai.
Đầu tiên, Băng Tâm hát cho trung tâm Dạ Lan. Sau đó, Băng Tâm chính thức tham gia trung tâm Asia trong chương trình số 47: Mùa Hè Rực Rỡ 2005. Đến năm 2018, Băng Tâm chính thức tham gia trung tâm Thúy Nga trong chương trình Paris By Night 127: Hành Trình 35 Năm.
Băng Tâm thường song ca với nhiều ca sĩ nổi tiếng như Mạnh Đình, Đặng Thế Luân, Đan Nguyên, Huỳnh Phi Tiễn, Tường Nguyên, Tường Khuê.

### Trung tâm Asia (2005 - 2016)
Băng Tâm đã xuất hiện lần đầu trên sân khấu của Trung Tâm Asia trong chương trình Đại nhạc hội thu hình trực tiếp cho DVD Asia 47 – Mùa Hè Rực Rỡ năm 2005 với bài hát "Truyện Kiều" do nhạc sĩ Anh Bằng viết riêng cho cô và ca sĩ Mạnh Đình. Sau đó Băng Tâm trở nên nổi tiếng hơn ở chương trình Asia 48 với liên khúc "Gõ Cửa – Căn Nhà Ngoại Ô" (song ca với Mạnh Đình) và Asia 49 với liên khúc "Trăng Tàn Trên Hè Phố – Những Ngày Xưa Thân Ái" (song ca với Đặng Thế Luân). Đến Asia 50, một vinh dự lớn đến với Băng Tâm khi cô được song ca cùng nữ danh ca Phương Dung trong liên khúc nhạc Trần Thiện Thanh là Tạ Từ Trong Đêm – Từ Đó Em Buồn.
Liên tục trong 10 năm sau đó, từ năm 2006 đến 2016, Băng Tâm trở thành một trong những ca sĩ trẻ "trụ cột" của trung tâm Asia, trước khi chia tay trung tâm Asia năm 2016 bằng ca khúc của một người thầy của cô là Thương Về Miền Trung (sáng tác của Duy Khánh) trong chương trình Asia 78. Sau chương trình này, trung tâm Asia có sự thay đổi lớn về cơ cấu nhân sự và hoạt động, dẫn đến sự ra đi hàng loạt của những ca sĩ "đinh" như Nguyên Khang, Đan Nguyên, Hà Thanh Xuân, Quốc Khanh, Hoàng Thục Linh, Huỳnh Phi Tiễn… Trong số đó có nhiều ca sĩ đã chuyển sang tham gia trung tâm Thúy Nga và đài SBTN.

### Trung tâm Thúy Nga (2018 - nay)
Chương trình Thúy Nga - Paris By Night đầu tiên mà Băng Tâm tham gia là Paris By Night 127 năm 2018 với ca khúc Người Tình Và Quê Hương và ca khúc Đêm Tâm Sự (song ca với Đan Nguyên, người bạn cô từng song ca bên Trung tâm Asia). Sau đó là Paris By Night 128 với Thiệp Hồng Anh Viết Tên Em (lần đầu song ca với Quang Lê), Paris By Night 129 với ca khúc Sầu Ngăn Cách, Paris By Night 130 với ca khúc Nếu Anh Đừng Hẹn và ca khúc Nỗi Buồn Con Gái (với Diễm Sương, Hương Thủy, Như Loan, Hạ Vy, Minh Tuyết, Hà Thanh Xuân, Như Ý, Quỳnh Vi, Lam Anh, Hoàng Mỹ An, Ngọc Anh), Paris By Night 131 với ca khúc Xuân Ước Nguyện, Paris By Night 132 với ca khúc Chiều Sân Ga và ca khúc Yêu Và Mơ (với Châu Ngọc Hà, Tâm Đoan, Lam Anh, Quỳnh Vi, Hoàng Nhung, Hương Thủy, Phương Yến Linh, Như Ý, Ngọc Anh, Hoàng Mỹ An, Diễm Sương), Paris By Night 133 với ca khúc Bài Ca Dao Đầu Đời (lần đầu song ca với Hương Lan) và ca khúc Hình Ảnh Người Em Không Đợi (với Châu Ngọc Hà, Minh Tuyết, Lam Anh, Quỳnh Vi, Nguyễn Hồng Nhung, Hương Thủy, Phương Yến Linh, Như Loan, Hạ Vy, Hoàng Mỹ An, Kỳ Phương Uyên), Paris by Night 134 với ca khúc Anh Về Kẻo Mưa (song ca với Đan Nguyên) và ca khúc Cánh Hồng Phai (với Hoàng Mỹ An, Như Loan, Kỳ Phương Uyên, Thanh Hà, Như Ý, Hương Thủy, Hà Thanh Xuân, Ngọc Anh, Nguyễn Hồng Nhung, Minh Tuyết, Lam Anh), Paris by Night 136 với ca khúc Giờ Xa Lắm Rồi.

## Hoạt động khác

### Liveshow Băng Tâm & Đặng Thế Luân - Đêm Tâm Sự (2008)
1. Lá Thư Trần Thế (Hoài Linh) - Băng Tâm, Đặng Thế Luân
2. Tâm Sự Với Em (Hoàng Trang) - Băng Tâm
3. Gặp Lại Cố Nhân (Hàn Sinh) - Đặng Thế Luân
4. Chuyến Xe Lam Chiều (Vinh Sử) - Băng Tâm, Đặng Thế Luân
5. Em Còn Tuổi 15 (Song Ngọc) - Đặng Thế Luân
6. Ơn Nghĩa Sinh Thành (Dương Thiệu Tước) - Băng Tâm, Đặng Thế Luân
7. Nó Và Tôi(Song Ngọc,Vọng Châu) - Đặng Thế Luân
8. Tạ Từ Trong Đêm (Trần Thiện Thanh) - Đặng Thế Luân
9. Một Chuyến Xe Hoa (Lê Dinh & Minh Kỳ) - Băng Tâm
10. Bóng Hình Năm Xưa (Trúc Giang) - Băng Tâm
11. Đừng Nói Xa Nhau (Châu Kỳ & Hồ Đình Phương) - Băng Tâm, Đặng Thế Luân

### Liveshow Băng Tâm - Cô Thắm Về Làng (2013)
1. Thương Hoài Ngàn Năm - Băng Tâm
2. Mai Lỡ Hai Mình Xa Nhau - Băng Tâm, Đan Nguyên
3. Sầu Lẻ Bóng - Băng Tâm
4. Tình Nghỉa Đôi Ta Chỉ Thế Thôi - Băng Tâm, Đặng Thế Luân
5. Nếu Hai Đứa Mình - Băng Tâm, Tường Nguyên
6. Ngày Xưa Anh Nói - Băng Tâm
7. Tình Nhỏ Mau Quên - Băng Tâm, Tường Khuê
8. Nếu Ta Đừng Quen Nhau - Băng Tâm
9. Phút Cuối - Băng Tâm, Huỳnh Phi Tiễn
10. Trộm Nhìn Nhau - Băng Tâm, Đặng Thế Luân
11. Ai Cho Tôi Tình Yêu - Băng Tâm
12. Anh Cứ Hẹn - Băng Tâm
13. Nối Lại Tình Xưa - Băng Tâm, Đan Nguyên
14. Cô Thắm Về Làng - Băng Tâm, Đoàn Phi

### Liveshow Băng Tâm - Thiêng Liêng Tình Mẹ (2014)
1. Tằm Vương Tơ - Băng Tâm
2. Chung Mảnh Trăng Thề - Băng Tâm, Tường Khuê
3. Chuyện Ba Mùa Mưa - Băng Tâm, Tuấn Vũ
4. Em Vẫn Hoài Yêu Anh - Băng Tâm
5. Tân Cổ Đêm Sầu Đâu - Băng Tâm, Hương Lan
6. LK: Ca Dao Tình Mẹ & Công Ơn Cha Mẹ - Băng Tâm
7. LK: Cây Cầu Dừa & Chim Sáo Ngày Xưa - Băng Tâm, Mạnh Đình
8. Tình Yêu Cách Biệt - Băng Tâm, Huỳnh Phi Tiễn
9. Tôi Vẫn Nhớ - Băng Tâm, Đặng Thế Luân
10. Con Cò Trắng - Băng Tâm, Tường Nguyên
11. Huế Vẫn Còn Thương - Băng Tâm
12. LK: Đêm vũ trường & Như Đã Dấu Yêu - Băng Tâm, Lê Anh Quân
13. Thiêng Liêng Tình Mẹ - Băng Tâm
14. Bài Tình Ca Mùa Đông - Băng Tâm
15. Trích Đoạn Lan và Điệp - Băng Tâm, Linh Tâm
16. Lúa mùa duyên thắm (Trịnh Hưng) - Băng Tâm & Quốc khanh
17. LK: Sao Không thấy anh về (Duy Khánh) - Băng Tâm & Đan Nguyên
18. Tát nước đầu đình - Hợp Ca
19. Trích Đoạn cải lương: Nhan Sắc Khuynh Thành (Tác giả: Thanh Tòng) - Công Minh, Tuấn Châu, Linh Tâm, Băng Tâm

## Các ca khúc trình diễn trên sân khấu

### Trung tâm Mây - Dạ Lan
| STT | Tiết mục                                   | Thể hiện với                   | Chương trình | Năm  |
| --- | ------------------------------------------ | ------------------------------ | ------------ | ---- |
| 1   | Cái Cò (Nguyệt Ánh)                        | solo                           | Dạ Lan 1     | 2003 |
| 2   | Một Đời Áo Mẹ Áo Em (Trầm Tử Thiêng)       | Bích Thuần, Mai Linh           | Dạ Lan 1     | 2003 |
| 3   | Người Con Gái Việt Nam Bây Giờ (Nhật Ngân) | Như Mai, Thục Oanh, Khánh Ngân | Dạ Lan 1     | 2003 |
| 4   | Chiều Mưa Lũ (Vinh Sử)                     | Hạo Vũ                         | Dạ Lan 2     | 2004 |
| 5   | Ví Dậu Tình Bậu                            | solo                           | Dạ Lan 2     | 2004 |

### Trung tâm Asia
| STT | Tiết mục                                                                                 | Thể hiện với | Chương trình | Năm  |
| --- | ---------------------------------------------------------------------------------------- | --- | ------------ | ---- |
| 1   | Truyện Kiều (Anh Bằng)                                                                   | Mạnh Đình | ASIA 47      | 2005 |
| 2   | LK Gõ Cửa (Mạnh Quỳnh), Căn Nhà Ngoại Ô (Anh Bằng)                                       | Mạnh Đình | ASIA 48      | 2005 |
| 3   | LK Trăng Tàn Trên Hè Phố & Những Ngày Xưa Thân Ái (Phạm Thế Mỹ)                          | Đặng Thế Luân | ASIA 49      | 2005 |
| 4   | Từ Đó Em Buồn (Trần Thiện Thanh)                                                         | solo | ASIA 50      | 2006 |
| 5   | Cái Cò (Nguyệt Ánh)                                                                      | solo | ASIA 51      | 2006 |
| 6   | Hai Mùa Mưa (Mạc Phong Linh, Mai Thiết Lĩnh)                                             | solo | ASIA 52      | 2006 |
| 7   | LK Chuyện Giàn Thiên Lý, Chuyện Tình Hoa Trắng, Chuyện Hoa Sim (Anh Bằng)                | Y Phụng, Đặng Thế Luân, Mạnh Đình, Ngọc Huyền                                                                                            | ASIA 52      | 2006 |
| 8   | LK Chuyện Người Đan Áo (Trường Sa), Bài Thánh Ca Buồn (Nguyễn Vũ)                        | Đặng Thế Luân | ASIA 53      | 2007 |
| 9   | LK: Kinh Khổ (Trầm Tử Thiêng) & Việt Nam Về Trong Nỗi Nhớ (Trầm Tử Thiêng, Trúc Hồ)      | Hợp Ca | ASIA 54      | 2007 |
| 10  | Chuyện Một Chiếc Cầu Đã Gãy (Trầm Tử Thiêng)                                             | Thanh Thúy | ASIA 54      | 2007 |
| 11  | Tình Đầu Một Thời Áo Trắng (Trầm Tử Thiêng)                                              | Diễm Liên, Y Phương, Y Phụng, Ngọc Huyền, Thùy Hương, Thái Doanh Doanh, Tường Nguyên, Tường Khuê                                         | ASIA 54      | 2007 |
| 12  | Chuyện Ba Mùa Mưa (Minh Kỳ, Dạ Cầm)                                                      | solo | ASIA 55      | 2007 |
| 13  | Cải lương: Tây Thi - Phạm Lãi                                                            | Kim Tiểu Long | ASIA 56      | 2007 |
| 14  | Tình Yêu, Tình Yêu (LV: Nam Lộc)                                                         | solo | ASIA 57      | 2008 |
| 15  | Gửi về anh (Đỗ Thu)                                                                      | Y Phụng | ASIA 58      | 2008 |
| 16  | LK: Thương anh (Y Vân) & Tôi nhớ tên anh (Hoàng Thi Thơ) - (Băng Tâm phụ diễn người mẫu) | Lê Nguyên, phụ diễn Ánh Minh, Như Quỳnh, Trish Thùy Trang, Diệp Thanh Thanh, Thiên Kim, Thùy Hương, Y Phương, Y Phụng, Nguyễn Hồng Nhung | ASIA 58      | 2008 |
| 17  | Giấc Ngủ Cô Đơn (Lê Dinh, Anh Bằng)                                                      | solo | ASIA 58      | 2008 |
| 18  | Sương Lạnh Chiều Đông (Mạnh Phát)                                                        | solo | ASIA 59      | 2008 |
| 19  | LK Duyên Kiếp, Trăm Nhớ Ngàn Thương, Thu Sầu (Lam Phương)                                | Đan Nguyên, Y Phụng, Tường Nguyên, Tường Khuê, Ngọc Huyền, Đặng Thế Luân                                                                 | ASIA 59      | 2008 |
| 20  | Nếu Xuân Này Vắng Anh (Bảo Thu)                                                          | solo | ASIA 60      | 2009 |
| 21  | Chuyện Tình Mộng Thường (Trần Thiện Thanh)                                               | Đan Nguyên | ASIA 61      | 2009 |
| 22  | Chuyện Hoa Tigôn (Anh Bằng, thơ TTkh)                                                    | solo | ASIA 62      | 2009 |
| 23  | Tơ Duyên (Ngọc Sơn)                                                                      | solo | ASIA 63      | 2009 |
| 24  | Xin Thời Gian Ngừng Trôi (LV: Nhật Ngân)                                                 | solo | ASIA 64      | 2009 |
| 25  | LK Đêm Buồn Tỉnh Lẻ (Tú Nhi, Bằng Giang), Những đồi hoa sim (Dzũng Chinh, thơ Hữu Loan)  | Đan Nguyên | ASIA 65      | 2010 |
| 26  | Cánh Hoa Thời Loạn (Y Vân)                                                               | solo | ASIA 66      | 2010 |
| 27  | Đám Cưới Đầu Xuân (Trần Thiện Thanh)                                                     | Đặng Thế Luân | ASIA 67      | 2011 |
| 28  | Nỗi Buồn Hoa Phượng (Thanh Sơn)                                                          | solo | ASIA 68      | 2011 |
| 29  | Gia Tài Của Nó (Anh Bằng)                                                                | Đặng Thế Luân | ASIA 69      | 2012 |
| 30  | Thương Hoài Ngàn Năm (Phạm Mạnh Cương)                                                   | solo | ASIA 70      | 2012 |
| 31  | Chuyện Hoa Sim (Anh Bằng, thơ Hữu Loan)                                                  | solo | ASIA 71      | 2013 |
| 32  | Tình Chàng Ý Thiếp (Y Vân)                                                               | solo | ASIA 72      | 2013 |
| 33  | Căn Nhà Màu Tím (Hoài Linh)                                                              | Đặng Thế Luân | ASIA 73      | 2013 |
| 34  | Mưa Nửa Đêm (Trúc Phương)                                                                | solo | ASIA 74      | 2014 |
| 35  | Đoạn Cuối Tình Yêu (Tú Nhi)                                                              | Huỳnh Phi Tiễn | ASIA 75      | 2014 |
| 36  | Vòng Tay Giữ Trọn Ân Tình (Đỗ Kim Bảng, Y Vân)                                           | solo | ASIA 76      | 2015 |
| 37  | LK Tình Đời (Minh Kỳ, Vũ Chương), Thành phố Buồn (Lam Phương)                            | Huỳnh Phi Tiễn | ASIA 77      | 2015 |
| 38  | Thương Về Miền Trung (Duy Khánh)                                                         | solo | ASIA 78      | 2016 |

Chương trình thu hình khác
| STT | Tiết mục | Thể hiện với                | Chương trình                 | Năm  |
| --- | --- | --------------------------- | ---------------------------- | ---- |
| 1   | Mùa Đông Thương Nhớ (Hùng Linh)                                                                              | solo                        | ASIA Đêm Giáng Sinh          | 2009 |
| 2   | Gái Xuân (Từ Vũ, thơ Nguyễn Bính)                                                                            | solo                        | ASIA Đón Giao Thừa           | 2010 |
| 3   | Tình Người Ngoại Đạo (Lê Dinh)                                                                               | solo                        | ASIA Noel, Noel              | 2010 |
| 4   | Đừng Nói Yêu Tôi (Anh Bằng)                                                                                  | solo                        | ASIA Golden 1                | 2011 |
| 5   | Nửa Đêm Khấn Hứa (Tuấn Hải)                                                                                  | solo                        | ASIA Noel Mùa Tình Yêu       | 2011 |
| 6   | Ngày Đầu Một Năm (Anh Chương)                                                                                | solo                        | ASIA Xuân Hy Vọng            | 2012 |
| 7   | Hai Mùa Noel (Đài Phương Trang)                                                                              | solo                        | ASIA Niềm Vui Mùa Giáng Sinh | 2012 |
| 8   | LK Đón xuân này nhớ xuân xưa (Châu Kỳ), Cánh Thiệp Đầu Xuân (Minh Kỳ, Lê Dinh), Câu Chuyện Đầu Năm (Hoài An) | Đan Nguyên, Hoàng Thục Linh | ASIA Liên khúc Mùa Xuân      | 2015 |
| 9   | LK Nhớ Một Mùa Xuân (Trần Trịnh), Hẹn Một Mùa Xuân (Đinh Việt Lang)                                          | Huỳnh Phi Tiễn              | ASIA Liên khúc Mùa Xuân      | 2015 |
| 10  | Hình Bóng Quê Nhà (Thanh Sơn)                                                                                | solo                        | ASIA Golden 4                | 2015 |
| 11  | Tâm Sự Ngày Xuân (Hoài An)                                                                                   | solo                        | ASIA Mừng Xuân               | 2016 |

### Đài SBTN
| STT | Tiết mục                                         | Thể hiện với   | Chương trình                                               | Năm  |
| --- | ------------------------------------------------ | -------------- | ---------------------------------------------------------- | ---- |
| 1   | Mắt Tím                                          | Solo           | SBTN SPECIAL: Chương trình ca nhạc gây quỹ "Hát Cho Nepal" | 2015 |
| 2   | Ngày Xuân Thăm Nhau (Hoài An, Trang Dũng Phương) | Huỳnh Phi Tiễn | SBTN                                                       | 2016 |
| 3   | Triệu Con Tim (Trúc Hồ)                          | Hợp ca         | SBTN - Văn nghệ Ủng hộ Miền Trung                          | 2017 |
| 4   | Hỏi Anh Hỏi Em (Hoàng Liên, Phạm Minh Chí)       | Huỳnh Phi Tiễn | Nhạc Vàng Một Thời Để Nhớ Để Yêu                           | 2017 |
| 5   | Đẹp Lòng Người Yêu (Ngọc Sơn, Tuấn Hải)          | Huỳnh Phi Tiễn | Nhạc Vàng Một Thời Để Nhớ Để Yêu                           | 2017 |
| 6   | Lưu Bút Ngày Xanh (Thanh Sơn)                    | Huỳnh Phi Tiễn | Một Thuở Học Trò                                           | 2017 |
| 7   | Hai Mùa Noel (Đài Phương Trang)                  | Huỳnh Phi Tiễn | Ấm Áp Mùa Giáng Sinh                                       | 2017 |
| 8   | Tà Áo Đêm Noel (Tuấn Lê)                         | Solo           | Ấm Áp Mùa Giáng Sinh                                       | 2017 |
| 9   | Chuyện Tình Người Chiến Binh (Vũ Thanh)          | Solo           | Những Đứa Con Vong Quốc                                    | 2017 |
| 10  | Câu Chuyện Đầu Năm (Hoài An)                     | Solo           | Em Là Mùa Xuân Đẹp Nhất                                    | 2018 |
| 11  | Đón Xuân Này Nhớ Xuân Xưa (Châu Kỳ)              | Huỳnh Phi Tiễn | Em Là Mùa Xuân Đẹp Nhất                                    | 2018 |
| 12  | Huyền Thoại Chiều Mưa (Nguyễn Vũ)                | Solo           | Nhạc Vàng                                                  | 2019 |
| 13  | Tiễn Biệt (Tô Thanh Tùng)                        | Huỳnh Phi Tiễn | Nhạc Vàng                                                  | 2019 |
| 14  | Đừng Trách Em Tội Nghiệp (Giao Tiên)             | Solo           | Nhạc Vàng                                                  | 2019 |

### Trung tâm Thúy Nga

#### Sân khấu Paris By Night
| STT | Tiết mục                                          | Thể hiện với | Chương trình       | Năm  |
| --- | ------------------------------------------------- | --- | ------------------ | ---- |
| 1   | Người Tình Và Quê Hương (Trịnh Lâm Ngân)          | solo | Paris By Night 127 | 2018 |
| 2   | Đêm Tâm Sự (Trúc Phương)                          | Đan Nguyên | Paris By Night 127 | 2018 |
| 3   | Thiệp Hồng Anh Viết Tên Em (Song Ngọc, Hoài Linh) | Quang Lê | Paris By Night 128 | 2019 |
| 4   | Vào Hạ (Lê Hựu Hà)                                | Hương Thủy, Kỳ Phương Uyên, Hoàng Nhung, Hà Thanh Xuân, Tâm Đoan, Loan Châu, Như Ý, Hạ Vy, Lam Anh, Trúc Lam, Trúc Linh, Như Loan, Diễm Sương, Mai Thiên Vân, Nguyễn Hồng Nhung, Phi Nhung, Quỳnh Vi, Ngọc Anh, Minh Tuyết | Paris By Night 128 | 2019 |
| 5   | Sầu Ngăn Cách (Hamlet Trương)                     | solo | Paris By Night 129 | 2019 |
| 6   | Dáng Lụa Cung Tơ (Đức Trí)                        | Hoàng Anh Khang (vocal); Hương Thủy, Ngọc Anh, Loan Châu, Như Ý, Quỳnh Vi, Minh Tuyết, Châu Ngọc Hà, Hoàng Nhung, Hoàng Mỹ An, Diễm Sương, Như Loan (model trình diễn) | Paris By Night 129 | 2019 |
| 7   | Nếu Anh Đừng Hẹn (Lê Dinh, Dạ Cầm)                | solo | Paris By Night 130 | 2020 |
| 8   | Nỗi Buồn Con Gái (Nhật Ngân)                      | Diễm Sương, Hương Thủy, Như Loan, Hạ Vy, Minh Tuyết, Hà Thanh Xuân, Như Ý, Quỳnh Vi, Lam Anh, Hoàng Mỹ An, Ngọc Anh | Paris By Night 130 | 2020 |
| 9   | Xuân Ước Nguyện (Tùng Châu, Thái Thịnh)           | solo | Paris By Night 131 | 2021 |
| 10  | Chiều Sân Ga (Sông Trà)                           | solo | Paris By Night 132 | 2022 |
| 11  | Yêu Và Mơ (Văn Phụng)                             | Châu Ngọc Hà, Tâm Đoan, Lam Anh, Quỳnh Vi, Hoàng Nhung, Hương Thủy, Phương Yến Linh, Như Ý, Ngọc Anh, Hoàng Mỹ An, Diễm Sương | Paris By Night 132 | 2022 |
| 12  | Bài Ca Dao Đầu Đời (Thanh Sơn, Quốc Dũng)         | Hương Lan | Paris By Night 133 | 2022 |
| 13  | Hình Ảnh Người Em Không Đợi (Hoàng Thi Thơ)       | Châu Ngọc Hà, Minh Tuyết, Lam Anh, Quỳnh Vi, Nguyễn Hồng Nhung, Hương Thủy, Phương Yến Linh, Như Loan, Hạ Vy, Hoàng Mỹ An, Kỳ Phương Uyên | Paris By Night 133 | 2022 |
| 14  | Cánh Hồng Phai (Dương Khắc Linh, Hoàng Huy Long)  | Hoàng Mỹ An, Như Loan, Kỳ Phương Uyên, Thanh Hà, Như Ý, Hương Thủy, Hà Thanh Xuân, Ngọc Anh, Nguyễn Hồng Nhung, Minh Tuyết, Lam Anh | Paris By Night 134 | 2023 |
| 15  | Anh Về Kẻo Mưa (Ngân Giang)                       | Đan Nguyên | Paris By Night 134 | 2023 |
| 16  | Hơn Một Lời Cảm Ơn (Ngô Minh Tài)                 | Ngọc Anh, Ý Lan, Tuấn Ngọc, Khánh Hà, Bằng Kiều, Minh Tuyết, Trần Thái Hòa, Lam Anh, Đình Bảo, Kỳ Phương Uyên, Nguyễn Hồng Nhung, Ngọc Hạ, Tuấn Phước, Thiên Tôn, Hương Lan, Hoàng Oanh, Thanh Tuyền, Phương Hồng Quế, Thanh Hà, Quang Dũng, Trường Vũ, Như Quỳnh, Quang Lê, Thái Châu, Họa Mi, Nguyễn Hưng, Hương Thủy, Hoàng Nhung, Hà Thanh Xuân, Trịnh Lam, Phương Yến Linh, Ngọc Ngữ, Châu Ngọc Hà, Tâm Đoan, Mạnh Quỳnh, Phương Loan, Đan Nguyên, Lương Tùng Quang, Như Loan, Hoàng Mỹ An, Như Ý, Lâm Thúy Vân, Myra Trần, Don Hồ | Paris By Night 134 | 2023 |
| 17  | Giờ Xa Lắm Rồi (Song Ngọc & Hoài Linh)            | solo | Paris By Night 136 | 2024 |
| 18  | Về Dưới Mái Nhà (Xuân Tiên & Y Vân)               | solo | Paris By Night 137 | 2024 |
| 19  | LK Cay Đắng Tình Đời, Đoạn Tuyệt (Phượng Linh)    | Phương Hồng Quế, Hoàng Nhung, Châu Ngọc Hà, Phương Yến Linh | Paris By Night 137 | 2024 |
| 20  | Sầu Cố Đô (Duy Khánh)                             | solo | Paris By Night 138 | 2025 |

#### Thúy Nga Music Box
| STT | Tiết mục                                       | Thể hiện với                         | Chương trình           | Năm  |
| --- | ---------------------------------------------- | ------------------------------------ | ---------------------- | ---- |
| 1   | Yêu Một Mình (Trịnh Lâm Ngân)                  | solo                                 | Thúy Nga Music Box #19 | 2020 |
| 2   | Rồi 30 Năm Qua (Nhật Ngân)                     | Hương Lan                            | Thúy Nga Music Box #19 | 2020 |
| 3   | Cho Vừa Lòng Em (Phan Trần)                    | solo                                 | Thúy Nga Music Box #19 | 2020 |
| 4   | Xuân Này Con Không Về (Trịnh Lâm Ngân)         | Hương Lan, Ngọc Ngữ                  | Thúy Nga Music Box #19 | 2020 |
| 5   | Tình Nghĩa Đôi Ta Chỉ Thế Thôi (Lam Phương)    | Tuấn Vũ, Phương Yến Linh, Tuấn Phước | Thúy Nga Music Box #54 | 2022 |
| 6   | LK Khóc Thầm, Đêm Dài Chiến Tuyến (Lam Phương) | Tuấn Vũ                              | Thúy Nga Music Box #54 | 2022 |
| 7   | Ngày Buồn (Lam Phương)                         | solo                                 | Thúy Nga Music Box #54 | 2022 |
| 8   | Em Là Tất Cả (Lam Phương)                      | Tuấn Vũ                              | Thúy Nga Music Box #54 | 2022 |
| 9   | Bức Tâm Thư (Lam Phương)                       | Tuấn Vũ, Phương Yến Linh, Tuấn Phước | Thúy Nga Music Box #54 | 2022 |

#### Chương trình thu hình khác
| STT | Tiết mục                                                           | Thể hiện với                                                                | Chương trình                  | Năm  |
| --- | ------------------------------------------------------------------ | --------------------------------------------------------------------------- | ----------------------------- | ---- |
| 1   | Con Đường Xưa Em Đi (Châu Kỳ, Hồ Đình Phương)                      | Tuấn Phước                                                                  | Hãy Yêu Như Chưa Yêu Lần Nào  | 2021 |
| 2   | Lòng Mẹ (Y Vân)                                                    | Hương Lan, Khánh Hà, Ý Lan, Hương Thủy, Châu Ngọc Hà                        | Những Giọng Ca Tiếp Nối       | 2021 |
| 3   | Người Tình Không Đến (Ngân Giang)                                  | solo                                                                        | Những Giọng Ca Tiếp Nối       | 2021 |
| 4   | Sầu Tím Thiệp Hồng (Minh Kỳ, Hoài Linh)                            | Tuấn Phước                                                                  | Những Giọng Ca Tiếp Nối       | 2021 |
| 5   | LK Người Về (Phạm Duy) & Ngày Tạm Biệt (Lam Phương)                | Hương Lan, Khánh Hà, Ý Lan, Hương Thủy, Châu Ngọc Hà, Ngọc Linh, Tuấn Phước | Những Giọng Ca Tiếp Nối       | 2021 |
| 6   | Anh Buồn Em Thương (Thanh Phong, Nguyễn Đào Nguyễn)                | Đan Nguyên                                                                  | Paris By Night Tiếu Vương Hội | 2023 |
| 7   | LK Đành Quên Sao (Hoàng Thi Thơ) & Chuyện Chúng Mình (Trúc Phương) | Hương Thủy, Hoàng Nhung, Châu Ngọc Hà, Phương Yến Linh                      | Bolero & Em                   | 2024 |
| 8   | Lạnh Trọn Đêm Mưa (Huỳnh Anh)                                      | solo                                                                        | Bolero & Em                   | 2024 |
| 9   | Bức Tâm Thư (Lam Phương)                                           | solo                                                                        | Bolero & Em                   | 2024 |

## Album
1. CD Liên khúc Chuyện Hoa Sim (2006)[1]
2. CD Tìm Nhau Trong Kỷ Niệm (2006)[2]
3. CD Chuyện Ba Mùa Mưa (2007)
4. CD Tâm Sự Với Em (2007)[2]
5. CD Từ Khi Biết Yêu Lần Đầu (2008)
6. CD Khóc Thầm (2008)[3]
7. CD Mai Lỡ Mình Xa Nhau (2013)
8. Liveshow Cô Thắm Về Làng (2013)
9. Liveshow Thiêng Liêng Tình Mẹ (2016)

## MV
- Nhớ Một Ánh Sao (Lê Dinh) (2020)
- Người Đã Vội Quên (Ngọc Thành) (2021)